# Chirosia alpicola
Chirosia alpicola este o specie de muște din genul Chirosia, familia Anthomyiidae, descrisă de Villeneuve în anul 1923.
Este endemică în Franța. Conform Catalogue of Life specia Chirosia alpicola nu are subspecii cunoscute.